# Huangban (sockenhuvudort i Kina, Guizhou Sheng, lat 28,25, long 109,16)
Huangban (kinesiska: 黄板, 黄板乡) är en sockenhuvudort i Kina. Den ligger i provinsen Guizhou, i den sydvästra delen av landet, omkring 310 kilometer nordost om provinshuvudstaden Guiyang. Antalet invånare är 20 729. Befolkningen består av 10 104 kvinnor och 10 625 män. Barn under 15 år utgör 28,0 %, vuxna 15-64 år 61 %, och äldre över 65 år 9,0 %.